# 형수님은 열아홉 (1999년 드라마)
《형수님은 열아홉》은 1999년 1월 3일에 방영한 KBS 일요베스트이다.

## 줄거리
열아홉 살의 은새는 부모 없이 고등학교도 마치지 못해 검정고시를 준비하면서 분식집에서 아르바이트를 하며 열심히 사는 아이다. 준우는 은새의 해맑은 모습을 좋아하게 되고, 어머니와 막내동생 정우의 반대를 무릅쓰고 결혼한다. 정우는 은새의 따뜻한 마음에 마음이 조금씩 열리게 된다. 은새는 결혼생활에 충실하려고 노력하지만 어머니의 반대는 좀처럼 풀리지 않는다. 은새는 결국 어머니의 말대로 준우 곁을 떠난다. 신년파티에 가던 도중 정우는 은새를 찾아내 은새를 데려가고, 어머니는 아들들이 행복해하는 모습을 보고 미소짓는다.

## 등장 인물

### 주요 인물
- 나경미 : 고은새 역
- 최성준 : 준우 역

### 그 외 인물
- 이형철 : 준우의 첫째 동생 역
- 안재모 : 정우 역 - 준우의 막내 동생
- 전양자 : 준우의 어머니 역
- 원미원
- 이재연
- 현숙희 : 식당 사장 역
- 서현기
- 이오비

## 같이 보기
- 형수님은 열아홉 : 이 드라마를 원작으로 하는 미니시리즈